# Орден Святого Антония
Орден Святого Антония — духовное братство и династическая (частная) награда Императорского дома Эфиопии.

## История
Орден Святого Антония по легенде был учрежден в 370 году неким абиссинским негусом, известным в Европе, как Пресвитер Иоанн, в честь святого преподобного Антония Великого. Если принять эту легенду за истинную, то Орден Святого Антония является самой древней духовно-рыцарской организацией в мире.
Орден предназначается для посвящения в него духовенства и монашествующих. Традиционным средневековым центром ордена считается город Мероэ на территории современного Судана. О существовании ордена было известно в средневековой Европе и изображение знаков ордена можно встретить в геральдических справочниках того времени.
В Эфиопской Империи долгое время не вручался, но был реанимирован в эмиграции Коронным Советом Эфиопии. В наши дни помимо священнослужителей в Орден Святого Антония допускаются и светские лица, за церковные заслуги.

## Степени
Орден имеет две степени:
- Большой крест
- Компаньон

## Инсигнии
Знак ордена представляет собой греческий крест, покрытый синей эмалью и увенчанный императорской короной. Звезда Ордена восьмилучевая с наложенным крестом ордена.
Лента ордена черная с широкими тёмно-синими полосами по бокам.